# John Middleton
John Kenneth Middleton (ur. 21 czerwca 1906 w Coventry, zm. 24 stycznia 1991 w Bromsgrove) – brytyjski kolarz szosowy, srebrny medalista olimpijski.

## Kariera
Największy sukces w karierze John Middleton osiągnął w 1928 roku, kiedy wspólnie z Frankiem Southallem i Jackiem Lauterwasserem zdobył srebrny medal w drużynowej jeździe na czas podczas igrzysk olimpijskich w Amsterdamie. Był to jedyny medal wywalczony przez Middletona na międzynarodowej imprezie tej rangi. Na tych samych igrzyskach w rywalizacji indywidualnej został sklasyfikowany na 26. pozycji. Nigdy nie zdobył medalu na szosowych mistrzostwach świata.